# El Ruedo
El Ruedo fue una revista española de temática taurina y tirada semanal que existió entre 1944 y 1977. 

## Historia
En sus comienzos fue un suplemento del diario deportivo Marca, publicándose partir del día 2 de mayo de 1944. Fue tal el éxito que tuvo la publicación que pasó de ser un simple suplemento a un semanario en junio de 1944. El primer director y fundador de esta revista fue Manuel Fernández-Cuesta, pero el que la llevó a ser una de las revistas más importantes del género taurino fue Manuel Casanova Carrera, quien la dirigió hasta su fallecimiento. Pertenecía a la llamada Prensa del «Movimiento».
La figura del torero «Manolete» vertebró la historia de la publicación, que le tuvo siempre presente a lo largo de su extensa historia. Además, esta revista marcó un punto de inflexión en el periodismo taurino así como en los posteriores semanarios especializados. A lo largo de su historia El Ruedo contó con los mejores colaboradores de la época.
Entre los directores de la publicación destacan Manuel Casanova Carrera, Ibrahim de Malcervelli, o José María Bugella. La revista continuó editándose ininterrumpidamente hasta 1977; su último ejemplar salió a la venta el día 1 de febrero de dicho año.